# Lázár Imre (orvos)
Lázár Imre (Budapest, 1957. április 5. –) antropológus, belgyógyász, egyetemi tanár, az orvostudomány kandidátusa. Nős, négy gyermek édesapja.

## Tanulmányai
Érettségi vizsgát 1975-ben tesz a József Attila Gimnáziumban, ezt követően a Semmelweis Egyetemre jár, ahol 1981-ben megszerzi az általános orvosi diplomát, majd 1986-ban belgyógyászati képesítést is kap. 1990-ben pszichoterápiás tanfolyamot végez az OTE, SOTE és OIEI szervezésében. 1999-ben foglalkozásegészségügyi szakképesítést szerez. Ezt követően Londonban orvosi antropológia mesterfokozatot szerez a Brunel University-n 2001-ben.

## Szakmai munkássága
2001-től a SOTE Magatartástudományi Intézetében egyetemi adjunktus, 2004 és 2013 között az orvosi antropológia részleg vezetője, majd 
2014-től az orvosi humántudományok kutatócsoport vezetője. Orvosi antropológiát, pszichoneuroimmunológiát, életmódorvostant oktat.
2005-től a Károli Gáspár Református Egyetem Bölcsészettudományi Karának Kommunikáció Tanszékén egyetemi docens,  az Egyetem hittudományi doktori iskolájában 2016-ban habilitál valláslélektani és vallásantropológiai (kötődés és spiritualitás) területen, 2018-tól egyetemi tanár. Oktatott tárgyai közé tartozik a szemiotika, kulturális antropológia, kultúraközi kommunikáció, kulturális tanulmányok, stresszmenedzsment, orvosi antropológia, pszichoneuroimmunológia, vallásantropológia és humánökológia is.

## Főbb publikációi
- Pszichoneuroimmunológia Budapest: Végeken kiadó, 1991
- Viselkedésszempontú immunológia Debrecen: Debrecen KLTE, 1993
- Környezet és emberkép. 250 p. Budapest: Patrocinium Kiadó, 2011
- Lázár I., Pikó B. (szerk.) Orvosi antropológia Budapest: Medicina, 2012
- Lázár I., Szenczi Á. (szerk.) A nevelés kozmológusai Budapest: Károli Gáspár Református Egyetem; L'Harmattan Kiadó, 2012
- Johannessen H, Lázár I (szerk.) Multiple Medical Realities: Patients and Healers in Biomedical, Alternative and Traditional Medicine. Oxford; New York: Berghahn, 2006
- Agita Luse, Lázár, I (szerk.) Cosmologies of Suffering: Post-communist Transformation, Sacral Communication and Healing Newcastle upon Tyne: Cambridge Scholars Publishing, 2007. 236
- “Attached Files”: Anthropological Essays on Body, Psyche, Attachment and Spirituality Newcastle upon Tyne, Egyesült Királyság / Cambridge Scholars Publishing (2015) , 304 p. ISBN 1443872237
- Dance of the Avatar: Embodying Gender and Culture through Dance; New York, Nova Science Publishers (2015) , 300 p. ISBN 1634830962
- Ökopolisz és vidéke. Ökotáj 1996. 15. 130-141.
- A kisebbségi lét környezeti gúlája. Magyar Kisebbség 1998. 4. 3-4. 17-33.
- A falu sérült lelke. A falu 2001. 2. 7-14.
- Egyház és család egy elöregedő társadalomban és egy megújuló nemzetben. Confessio 2001. 25. 4. 17-26.
- Humán ökológia és orvosi antropológia. In: Magatartástudományok. Buda Béla, Kopp Mária szerk. Medicina, Budapest 315-372. (2001)
- Cigánypasztoráció és egészségvédelem, Kopp Mária szerk. Magyar lelkiállapot 2008. Semmelweis, Budapest 450-459.
- At the Cradle of Psychobiological Risks: Distorted Attachment Organizations in Human Ecological and Evolutionary Contexts in Paulina Watson (ed.) Social Behavior Evolutionary Pathways, Environmental Influences and Impairments Nova Publishers, New York
- Spirituality and culture In: Zsolnai, Laszlo; Flanagan, Bernadette (szerk.) The Routledge international handbook of spirituality in society and the professions New York, Amerikai Egyesült Államok : Routledge, (2019) pp. 32-40. ,  Lázár, I  "Done by The Name of Thy Holy Child Jesus": Plural Hermenutics of the Faith Healing In: Spirituality Past, Present and Future Perspectives, Hauppauge, New York, Amerikai Egyesült Államok : Nova Science Publishers, (2019) pp. 1-52. , 52 p 2014
- The Network Paradigm: New Niches for Psychosomatic Medicine Intech Open DOI: 105772/intechopen.91885